# Granges-sur-Aube
Granges-sur-Aube település Franciaországban, Marne megyében. Lakosainak száma 182 fő (2022. január 1.). Granges-sur-Aube Étrelles-sur-Aube, Anglure, Bagneux, Marsangis és Vouarces községekkel határos.

## Népesség
A település népességének változása:
| Lakosok száma | 175  | 157  | 126  | 153  | 191  | 183  | 184  | 184  | 184  | 182  |
|               | 1968 | 1982 | 1990 | 2006 | 2013 | 2015 | 2017 | 2019 | 2020 | 2022 |